# Lijst van vlaggen van de Luftwaffe
Dit artikel toon een lijst van de vlaggen van de Luftwaffe (1933-1945) die gebruikt werden tussen 1933 en 1945.

## Hoofdcommandant van de Luftwaffe
Vanaf het begin was Hermann Göring het hoofd van de Duitse Luftwaffe. In 1933 was hij Reichsminister der Luftfahrt (rijksminister van Luchtvaart), tot hij in 1935 werd aangesteld als opperbevelhebber van de Duitse Luftwaffe. Hij behield zijn titel tot april 1945, toen hij werd verbannen door Adolf Hitler en vervangen door Robert von Greim.
| Vlag | Datum                         | Bestemming                                                                                              | Beschrijving |
| ---- | ----------------------------- | --- | --- |
|      | 1933-1935                     | Bevelvlag voor de rijksminister van Luchtvaart (linkerzijde)                                            | De vlag werd geïntroduceerd op 5 mei 1933. In het midden van de vlag bevindt zich een variant van de Duitse adelaar, die tot 1935 als nationaal symbool diende. Deze vlag werd gebruikt tot waarschijnlijk april 1935, toen het volgende patroon exclusief in gebruik werd genomen.                                          |
|      | 1933-1935                     | Bevelvlag voor de rijksminister van Luchtvaart (rechterzijde, d.w.z. de voorkant)                       | De rechterzijde is hetzelfde als de linkerzijde, maar met omgekeerde symbolen. Net zoals op de linkerzijde, hangt aan de basis van de kroon een voorstelling van de Pour le Mérite-onderscheiding. |
|      | 1933-1935                     | Bevelvlag voor de rijksminister van Luchtvaart (linkerzijde, d.w.z. de achterkant), alternatief patroon | Dit is een alternatieve variant van de bevelvlag, die waarschijnlijk in dezelfde tijd werd gebruikt als de voorgaande. Vanaf april 1935 werd deze vlag aangeduid als de "bevelvlag voor de rijksminister van Luchtvaart en de opperbevelhebber van de Luftwaffe".                                                            |
|      | 1933-1935                     | Bevelvlag voor de rijksminister van Luchtvaart (rechterzijde), alternatief patroon                      | Dit is een vermoedelijke voorstelling van de rechterzijde van de vlag. Omdat er nergens een afbeelding is van de rechterzijde, is dit een reconstructie. Vermoedelijk was de rechterzijde in dezelfde stijl als het eerste patroon.                                                                                          |
|      | 1935-1938                     | Bevelvlag voor de rijksminister van Luchtvaart en opperbevelhebber van de Luftwaffe (linkerzijde)       | Geïntroduceerd op het einde van 1935. Het nieuwe model van de vlag toont het symbool van de Duitse Luftwaffe, een vliegende gouden adelaar, in de vier hoeken van de vlag. De gouden rand bevat 76 kleine swastika's. |
|      | 1935-1938                     | Bevelvlag voor de rijksminister van Luchtvaart en opperbevelhebber van de Luftwaffe (rechterzijde)      | De rechterzijde is hetzelfde als de linkerzijde, maar met omgekeerde symbolen. Daarnaast is er een voorstelling van de Pour le Mérite-onderscheiding. |
|      | 1938-1945 (de facto tot 1940) | Bevelvlag voor de rijksminister van Luchtvaart en opperbevelhebber van de Luftwaffe (linkerzijde)       | Identiek aan de voorgaande versie. |
|      | 1938-1945 (de facto tot 1940) | Bevelvlag voor de rijksminister van Luchtvaart en opperbevelhebber van de Luftwaffe (rechterzijde)      | Deze vlag werd geïntroduceerd op 28 april 1938. De rechterkant is identiek aan de vorige versie, afgezien van twee toegevoegde Luftwaffe-maarschalkstaven. Het veranderen van de vlag gebeurde gelijktijdig met de bevordering van Hermann Göring tot Generalfeldmarschall (veldmaarschalk).                                 |
|      | 1940-1941                     | Standaard voor de rijksmaarschalk (linkerzijde)                                                         | Kort nadat Göring op 19 juli 1940 bevorderd werd tot Reichsmarschall liet hij voor zichzelf een persoonlijke standaard maken. In de praktijk werd deze standaard hoogstwaarschijnlijk ook gebruikt als bevelvlag voor de opperbevelhebber van de Duitse Luftwaffe en nam deze de facto de plaats in van de vorige bevelvlag. |
|      | 1940-1941                     | Standaard voor de rijksmaarschalk (rechterzijde)                                                        | Geplaatst in het midden van de rechterkant bevindt zich het Grootkruis van het IJzeren Kruis, een onderscheiding die alleen aan Hermann Göring werd uitgereikt. |
|      | 1941-1945                     | Standaard voor de rijksmaarschalk (linkerzijde)                                                         | De nieuwe versie van de standaard werd geïntroduceerd in februari 1941 en toont in het midden de Reichsadler (rijksadelaar) in een aangepast ontwerp. |
|      | 1941-1945                     | Standaard voor de rijksmaarschalk (rechterzijde)                                                        | Het Grootkruis wordt hier omringd door een lauwerkrans. |

## Andere rangen en bevelvlaggen
| Vlag | Datum        | Bestemming                                                                                          | Omschrijving |
| ---- | ------------ | --------------------------------------------------------------------------------------------------- | --- |
|      | 1937(?)-1945 | Bevelvlag voor de staatssecretaris van Luchtvaart                                                   | Erhard Milch vervulde deze functie van 1933 tot 1945. In 1938 werd hij bijkomend aangesteld als Generalinspekteur der Luftwaffe.                                                                                   |
|      | 1937-1940    | Bevelvlag voor de chef van de generale staf van de luchtmacht                                       | Geïntroduceerd op 1 september 1937 en afgeschaft op 13 juli 1940. De laatste stafchef was Hans Jeschonnek. Hij pleegde op 19 augustus 1943 zelfmoord.                                                              |
|      | 1940-1944    | Dienstvlag voor de Generalluftzeugmeister                                                           | Geïntroduceerd op 13 juli 1940 en afgeschaft op 20 juni 1944. Erhard Milch vervulde deze positie gedurende de gehele periode.                                                                                      |
|      | 1937(?)-1940 | Vlag voor een luchtvlootbevelhebber en bevelhebber "Oosten"                                         | |
|      | 1940-1945    | Vlag voor een luchtvlootbevelhebber                                                                 | |
|      | 1937(?)-1945 | Vlag voor een bevelhebbende generaal van de Luftwaffe                                               | |
|      | 1937(?)-1945 | Vlag voor de commandant van een Luftgau of een Fliegerdivision, leider van marineluchtvaarteenheden | |
|      | 1941-1945    | Vlag voor veldmaarschalken van de Luftwaffe (rechterzijde)                                          | Geïntroduceerd op 17 februari 1941. Deze vlag alsook de volgende werden Hoheitszeichen (nationale emblemen) genoemd. Wanneer er een bevelvlag gebruikt werd, moesten deze nationale emblemen ook worden toegepast. |
|      | 1941-1945    | Vlag voor veldmaarschalken van de Luftwaffe (linkerzijde)                                           | |
|      | 1941-1945    | Voertuigvlag voor de bevelhebbende generaal van de Luftwaffe                                        | Nationale emblemen werden uitsluitend gebruikt als voertuigvlag. |
|      | 1941-1945    | Voertuigwimpel voor generaals van de Luftwaffe                                                      | |
|      | 1941-1945    | Voertuigwimpel voor de overige leden van de Luftwaffe                                               | |